# Corte suprema di Israele
La Corte suprema di Israele (in ebraico בית המשפט העליון‎?, Beit HaMishpat HaElyon; in arabo المحكمة العليا‎?, Al Mahkama Al 'Ulyā) è il vertice del sistema giudiziario ed ha la giurisdizione d'appello finale in Israele. La sede si trova a Gerusalemme. L'edificio, inaugurato nel 1992, è stato progettato dagli architetti Israeleiani Ram Karmi e Ada Karmi-Melamede.

## Requisiti
Qualsiasi cittadino israeliano che sia iscritto all'albo degli avvocati, o abbia ricoperto la carica di giudice distrettuale o abbia insegnato diritto alle università/scuole superiori.

## Composizione
Il numero dei giudici della Corte Suprema è determinato da una deliberazione della Knesset.
Attualmente ci sono 15 giudici della Corte Suprema, che vengono nominati dal presidente di Israele, su proposta del Comitato Parlamentare di Giustizia. I giudici della Corte Suprema eleggono tra di loro un presidente ed un vicepresidente.
Una volta nominati, i giudici restano in carica fino al pensionamento all'età di 70 anni, a meno che si dimettano o vengano rimossi dall'incarico. L'attuale presidente della Corte Suprema è Esther Hayut.
Di seguito gli attuali giudici:
| Carica                                            | Giudice       | Giudice             | Giudice                                   | Nominato dal Guardasigilli | Designato dal Presidente | In carica dal    | Mandato       |
| ------------------------------------------------- | ------------- | ------------------- | ----------------------------------------- | -------------------------- | ------------------------ | ---------------- | ------------- |
| Presidente (facente funzioni) della Corte Suprema |               | Uzi Vogelman        | עוזי פוגלמן (1954, Israele)               | Yaakov Neeman              | Shimon Peres             | 14 Ottobre 2009  | 2023—2024     |
| Giudice della Corte Suprema                       |               | Yitzhak Amit        | יצחק עמית (1958, Israele)                 | Yaakov Neeman              | Shimon Peres             | 14 Ottobre 2009  | 2024—2028     |
| Giudice della Corte Suprema                       |               | Noam Sohlberg       | נעם סולברג (1962, Israele)                | Yaakov Neeman              | Shimon Peres             | 21 Febbraio 2012 | 2028—2032     |
| Giudice della Corte Suprema                       |               | Daphne Barak-Erez   | דפנה ברק-ארז (1965, Stati Uniti)          | Yaakov Neeman              | Shimon Peres             | 31 Maggio 2012   | 2032—2035     |
| Giudice della Corte Suprema                       |               | Anat Baron          | ענת ברון (1953, Israele)                  | Benjamin Netanyahu         | Reuven Rivlin            | 21 Gennaio 2015  | N/A           |
| Giudice della Corte Suprema                       |               | David Mintz         | דוד מינץ (1959, Regno Unito)              | Ayelet Shaked              | Reuven Rivlin            | 13 Giugno 2017   | N/A           |
| Giudice della Corte Suprema                       |               | Yosef Elron         | יוסף אלרון (1955, Israele)                | Ayelet Shaked              | Reuven Rivlin            | 30 Ottobre 2017  | N/A           |
| Giudice della Corte Suprema                       |               | Yael Willner        | יעל וילנר (1959, Israele)                 | Ayelet Shaked              | Reuven Rivlin            | 30 Ottobre 2017  | N/A           |
| Giudice della Corte Suprema                       |               | Ofer Grosskopf      | עופר גרוסקופף (1969, Israele)             | Ayelet Shaked              | Reuven Rivlin            | 27 Marzo 2018    | 2035—2039     |
| Giudice della Corte Suprema                       |               | Alex Stein          | אלכס שטיין (1957, USSR, attuale Moldavia) | Ayelet Shaked              | Reuven Rivlin            | 9 Agosto 2018    | N/A           |
| Giudice della Corte Suprema                       |               | Gila Canfy-Steinitz | גילה כנפי-שטייניץ (1958, Israele)         | Gideon Sa'ar               | Isaac Herzog             | 6 Marzo 2022     | N/A           |
| Giudice della Corte Suprema                       |               | Khaled Kabub        | ח'אלד כבוב (1958, Israele)                | Gideon Sa'ar               | Isaac Herzog             | 9 Maggio 2022    | N/A           |
| Giudice della Corte Suprema                       |               | Ruth Ronnen         | רות רונן (1962, Israele)                  | Gideon Sa'ar               | Isaac Herzog             | 9 Giugno 2022    | N/A           |
| Giudice della Corte Suprema                       |               | Yechiel Kasher      | יחיאל כשר (1961, Israele)                 | Gideon Sa'ar               | Isaac Herzog             | 9 Giugno 2022    | N/A           |
| Giudice della Corte Suprema                       | posto vacante | posto vacante       | posto vacante                             | posto vacante              | posto vacante            | posto vacante    | posto vacante |

## Funzioni
Quando si pronuncia come Alta Corte di Giustizia (in ebraico: בֵּית מִשְׁפָּט גָּבוֹהַּ לְצֶדֶק, Beit Mishpat Gavo'ah LeTzedek; nota anche con l'acronimo Bagatz, בג "ץ), la corte si pronuncia sulla legalità delle decisioni delle autorità statali: le decisioni del governo, quelle delle autorità locali e di altri enti e persone che svolgono funzioni pubbliche ai sensi della legge, e le sfide dirette alla costituzionalità delle leggi emanate dalla Knesset. Il tribunale può controllare le azioni delle autorità statali al di fuori di Israele.
In base al principio del precedente vincolante (stare decisis), le sentenze della Corte Suprema sono vincolanti per ogni altro tribunale, tranne che per essa stessa. Nel corso degli anni, si è pronunciata su numerose questioni delicate, alcune delle quali riguardano il conflitto Israelo-palestinese, i diritti dei cittadini arabi e la discriminazione tra gruppi ebraici in Israele.

## Presidenti
Un elenco dei Presidenti della Corte Suprema.
- Moshe Smoira (1948–1954)
- Yitzhak Olshan (1954–1965)
- Shimon Agranat (1965–1976)
- Yoel Zussman (1976–1980)
- Moshe Landau (1980–1982)
- Yitzhak Kahan (1982–1983)
- Meir Shamgar (1983–1995)
- Aharon Barak (1995–2006)
- Dorit Beinisch (2006–2012)
- Asher Grunis (2012–2015)
- Miriam Naor (2015–2017)
- Esther Hayut (2017–2023)